# Lewinia pectoralis
Lewinia pectoralis е вид птица от семейство Rallidae.

## Разпространение
Видът е разпространен в Австралия, Индонезия и Папуа Нова Гвинея.